# Сукач, Виталий Алексеевич
Вита́лий Алексе́евич Сука́ч (укр. Віталій Олексійович Сукач) — украинский военнослужащий, младший лейтенант, участник российско-украинской войны. Герой Украины (2024).

## Биография
В 2014 году добровольно вступил в ряды Вооружённых сил Украины. С началом российского вторжения в Украину командует ротой, выполняя боевые задачи в Донецкой области. Под его руководством подразделение успешно сдерживает противника и наносит оккупантам значительные потери в живой силе и технике.

## Награды
- Звание «Герой Украины» с удостоением ордена «Золотая Звезда» (24 февраля 2024) — за личное мужество и героизм, проявленные в защите государственного суверенитета и территориальной целостности Украины, верность военной присяге[1].